# 행위자 모델
행위자 모델 또는 액터 모델(actor model)은 컴퓨터 과학에서 행위자를 병행 연산의 범용적 기본 단위로 취급하는 병행 컴퓨팅의 수학적 모델이다. 행위자가 받는 메시지에 대응하여, 행위자는 자체적인 결정을 하고 더 많은 행위자를 만들며, 더 많은 메시지를 보내고, 다음에 받을 메시지에 대한 응답 행위를 결정할 수 있다. 행위자는 개인 상태를 수정할 수 있지만, 메시지를 통해서만 서로에게 영향을 줄 수 있다. (락의 필요성을 제거함)
행위자 모델은 1973년에 기원하였다. 연산에 대한 이론적 이해를 위한 프레임워크로서, 또 병행 시스템의 현실적인 구현체를 위한 이론적인 기초로서 사용되고 있다.

## 역사
칼 휴이트에 따르면, 이전의 연산 모델과는 달리, 행위자 모델은 일반 상대성이론, 양자역학을 포함한 물리학에 의해 착안되었다. 또, 리스프, 시뮬라, 초기 버전의 스몰토크, 역량 기반 시스템, 패킷 교환을 통해서도 영향을 받았다.

## 기본 개념
행위자 모델은 모든 것이 행위자라는 철학을 채택한다. 이는 일부 객체 지향 프로그래밍 언어에서 사용된 "모든 것이 객체"라는 철학과 비슷하다.
행위자는 받은 메시지에 대해 응하는 연산의 실체로서 다음을 병행 처리할 수 있다:
- 유한한 수의 메시지를 다른 행위자에게 보낸다.
- 유한한 수의 새로운 행위자를 만든다.
- 앞으로 받을 다음 메시지에 사용할 행위를 지정한다.

## 정규 시스템
해가 지남에 따라 각기 다른 정규 시스템들이 개발되어 행위자 모델의 시스템에 대한 추론을 가능케 한다. 여기에는 다음을 포함한다:
- 운용 의미론[2][3]
- 행위자 시스템을 위한 법률[4]
- 표시적 의미론[5][6]
- 변이 의미론[7]

## 같이 보기
- 데이터 흐름